# 四面夏娃
《4面夏娃》是一部實驗手法濃厚的另類商業片，由吳君如自資製作電影，同時以不同身份擔任四段故事的女主角，分別為〈白金龍〉、〈食風贊嬌〉、〈無色無相〉、〈愛情遊戲〉。

## 剧情介绍
〈白金龍〉講述妓女的心聲、〈食風贊嬌〉以香港人包二奶為題，講述一代女奴的故事，而莫文蔚則擔任女奴一角。此段以聽不明的語言作對白、〈無色無相〉描寫一對姐妹花的迥異際遇，當中愛恨交纏的關係、〈爱情遊戲〉描写一對同居男女参加電台問答遊戲的多種心情。

## 演员表
- 吳君如 飾白金毛, 林贊嬌, 量無相, 量無色, 張美美
- 葛民辉 飾丈夫
- 莫文蔚 飾情婦
- 林海峰 飾局雲虛, 區偉奇
- 邱淑貞 飾護士, 情婦
- 陳輝虹 飾張展輝
- 蘭茜 飾 Miranda, 林詠君
- 黃偉文

## 電影歌曲
'夏娃的第八天' / 主唱, 黃耀明 ; 作曲, 黃耀明, Minimal ; 作詞, 林夕 ; 監製, 黃耀明, Minimal. 主題曲
'忘不了的你' / 主唱, 黃耀明 ; 作曲, 姚敏 ; 作詞, 葉雯 ; 監製, 黃耀明, Minimal 插曲
'妳喜歡的會有幾個' / 主唱, 周華健 ; 作曲, 周華健 ; 作詞, 周華健 插曲

## 奖项
| 頒獎典禮              | 獎項           | 名字                           | 結果 |
| --------------------- | -------------- | ------------------------------ | ---- |
| 第16屆香港電影金像獎  | 最佳女主角     | 吳君如                         | 提名 |
| 第16屆香港電影金像獎  | 最佳照型設計獎 | 陳裕光                         | 提名 |
| 第33屆台灣電影金馬獎  | 最佳女主角     | 吳君如                         | 提名 |
| 第33屆台灣電影金馬獎  | 最佳攝影       | 杜可風                         | 提名 |
| 第33屆台灣電影金馬獎  | 最佳電影音樂   | 雷頌德、劉以達、譚國政、陳家樂 | 提名 |
| 第2屆香港電影金紫荊獎 | 最佳創意獎     |                                | 獲獎 |
| 第2屆香港電影金紫荊獎 | 最佳照型設計獎 | 陳裕光                         | 獲獎 |

## 外部連結
- 香港影庫上《4面夏娃》的資料（繁體中文）
- 開眼電影網上《4面夏娃》的資料（繁體中文）
- 豆瓣电影上《4面夏娃》的資料 （简体中文）
- 时光网上《4面夏娃》的資料（简体中文）
- AllMovie上《4面夏娃》的资料（英文）
- 爛番茄上《4面夏娃》的資料（英文）
- 互联网电影数据库（IMDb）上《4面夏娃》的资料（英文）